# Esperia FC
Esperia FC – włoski klub piłkarski, mający swoją siedzibę w mieście Como, na północy kraju.

## Historia
Chronologia nazw:
- 1914: Associazione Ex-Martinitt
- 1919: Esperia FC
- 21.05.1926: klub rozwiązano - po fuzji z Como F.B.C., w wyniku czego powstał klub Associazione Calcio Comense
- 1946: Esperia-Fino - po fuzji A.C. Fino Mornasco
- 1947: Esperia FC
- 1948: klub rozwiązano

Piłkarski klub Associazione Ex-Martinitt został założony w Como w 1914 roku przez grupę młodzieży i studentów pochodzących głównie z miejscowego sierocińca, zarządzanym przez Martinitt Mediolan. Od 1915 do 1917 klub występował w rozgrywkach lokalnych. Po przerwie związanej z I wojną światową w sezonie 1919/20 jako Esperia FC startował w regionalnej Prima Categoria ULIC, zdobywając promocję do Promozione lombarda. W następnym sezonie przystąpił do rozgrywek Prima Categoria, zajmując najpierw pierwszą lokatę w grupie A, a potem znów był pierwszym w finale lombarda. Sukces ten pozwolił zdobyć awans do najwyższej klasy rozgrywek. W 1921 powstał drugi związek piłkarski. C.C.I., w związku z czym mistrzostwa prowadzone osobno dla dwóch federacji. W sezonie 1921/22 startował w Prima Categoria (pod patronatem F.I.G.C.), gdzie najpierw zwyciężył w grupie D, potem był trzecim w grupie półfinałowej lombarda. W 1922 po kompromisie Colombo mistrzostwa obu federacji zostały połączone, w związku z czym klub został zakwalifikowany do Prima Divisione Lega Nord. W sezonie 1922/23 zajął 11.miejsce w grupie B i spadł do Seconda Divisione. W następnym sezonie 1923/24 był piątym w grupie C. W kolejnym sezonie 1924/25 zajął 10.miejsce w grupie B i został zdegradowany do Terza Divisione. Po zakończeniu sezonu 1925/26 klub połączył się z Como F.B.C., w wyniku czego powstał klub Associazione Calcio Comense. Esperia zaprzestała działalność.
Po zakończeniu II wojny światowej w 1946 klub została reaktywowany, a wkrótce po fuzji z A.C. Fino Mornasco przyjął nazwę Esperia-Fino. W sezonie 1946/47 zajął 13.miejsce w grupie E Serie C. W 1947 znów zmienił nazwę na Esperia FC. Po zakończeniu sezonu 1947/48, w którym zajął 14.miejsce w grupie E, klub został ostatecznie rozwiązany. Nadal jednak klub działał jako organizator imprez sportowych, rozrywki i kultury.

## Sukcesy

### Trofea międzynarodowe
Nie uczestniczył w rozgrywkach europejskich (stan na 31-12-2016).

### Trofea krajowe
| \| \| Zdobyte trofea w rozgrywkach Włoch (stan na: 31-05-2017) \| |                                                          |      |                                 |
| Rozgrywki                                                         | Osiągnięcie                                              | Razy | Sezon(y)                        |
| · Mistrzostwo                                                     | I miejsce                                                | 0    |                                 |
| · Mistrzostwo                                                     | II miejsce                                               | 0    |                                 |
| · Mistrzostwo                                                     | III miejsce                                              | 0    |                                 |
| · Mistrzostwo                                                     | 3.miejsce                                                | 1    | 1921/22 (półfinalista Lombardo) |
| · Puchar                                                          | zdobywca                                                 | 0    |                                 |
| · Puchar                                                          | finalista                                                | 0    |                                 |
| II liga                                                           | I miejsce                                                | 1    | 1920/21 (lombardo)              |
| II liga                                                           | II miejsce                                               | 0    |                                 |
| II liga                                                           | III miejsce                                              | 0    |                                 |
| Włochy                                                            | Zdobyte trofea w rozgrywkach Włoch (stan na: 31-05-2017) |      |                                 |

## Stadion
Klub rozgrywał swoje mecze domowe na stadionie Campo di via Milano w Como.